# Andelslag
Andelslag, anl. (finska: Osuuskunta, osk) är en bolagsform i Finland som drivs enligt kooperationsprincipen. Den ungerfärliga motsvarigheten i Sverige är ekonomisk förening. Andelslaget ägs av sina medlemmar som också har beslutanderätt i bolaget. Syftet med andelslagens verksamhet är att stödja medlemmarnas ekonomi eller näringsutövning genom att driva ekonomisk verksamhet så att medlemmarna kan använda andelslagets tjänster. I stadgarna kan dessutom bestämmas annat om verksamhetens syfte. Vanliga andelslag är andelshandlar, andelsmejerier och andelsbanker.
Andelslag är den minst använda av de allmänna bolagsformerna i Finland. Däremot är medlemskap i andelslag mycket vanligt. Andelslagen har över 4 miljoner medlemmar och ömsesidiga försäkringsbolag, som kan liknas vid andelslag, har cirka 3 miljoner medlemmar.
En av de större andelslagsgrupperingarna i Finland är S-gruppen, som består av 19 självständiga regionala handelslag. Dessa andelslag hade (2020) totalt ca 2,4 miljoner andelstagare.